# Siphonolaimus nigricans
Siphonolaimus nigricans är en rundmaskart. Siphonolaimus nigricans ingår i släktet Siphonolaimus och familjen Siphonolaimidae. Inga underarter finns listade i Catalogue of Life.